# Luis Francisco Bohórquez
Luis Francisco Bohórquez (San Andrés, Santander, 8 de marzo de 1962) es un político colombiano y exalcalde de la ciudad de Bucaramanga (2012 - 2016). Egresado de la facultad de Derecho de la Universidad Autónoma de Bucaramanga, UNAB; Especialista en Gerencia Pública en la Universidad de Santander, UDES, (2000-2001); Especialista en Gestión de Entidades Territoriales (Municipios y Departamentos) en la Universidad Externado de Colombia (2003-2004); y Control Fiscal Ambiental en la Universidad Externado de Colombia (2008).

## Reconocimientos
- Ejecutivo del Año 2001, otorgado por la Cámara Junior por su desempeño como secretario de Gobierno de Santander.
- Orden Luis Carlos Galán otorgada por la Asamblea de Santander y otras otorgadas por diferentes municipios de Santander.[2]